# 大婆罗洲主义
鉴于婆罗洲优越的地理位置，几无地震、台风之害。以致引人觊觎。大婆罗洲主义即将整个岛屿及其附属岛屿至于一个政府管辖。
有此妄想的有以下几国：
- 英国，曾经的布鲁克王朝拥有砂拉越。曾经的「英属北婆罗洲（现今沙巴）」拥有北婆罗洲（沙巴）。
- 文莱，曾经的文莱据说拥有整个岛屿。
- 马来西亚，自东西马合并，就一直忘不了南婆罗洲。
- 印尼，自印尼独立，就一直想独吞婆罗洲。历史上的大婆罗洲（1946年12月—1950年4月）可证。
- 中国大陸、台湾，因南洋华人众多，如果占据婆罗洲，不仅台湾人有了一个世外桃源，也能解决人口过于稠密的问题；同时也有想恢复兰芳国的人士。